# Ingo Rasper
Ingo Rasper (Hildesheim, 7 luglio 1974) è un regista e sceneggiatore tedesco.

## Biografia
Dopo il diploma si scuola superiore e formazione come falegname, Nel 1999 Rasper inizia gli studi presso Filmakademie Baden-Württemberg , che completerà nel 2005.

## Filmografia
- Reine Geschmacksache (2007)
- Ein Praktikant fürs Leben - film TV (2010)
- Vatertage – Opa über Nacht (2012)
- Zu mir oder zu dir (2014)
- Besuch für Emma - film TV (2015)
- Hilfe, wir sind offline! - film TV (2016)
- Ich will (k)ein Kind von Dir - film TV (2017)
- Gloria, die schönste Kuh meiner Schwester - film TV (2019)
- Meine Nachbarn mit dem dicken Hund - film TV (2019)
- Liebe ist unberechenbar - film TV (2019)
- Nord bei Nordwest – Ho Ho Ho! - film TV (2021)
- Lehrer kann jeder! - film TV (2022)
- Sterben ist auch keine Lösung - film TV (2023)
- Winterwalzer - film TV (2023)